# Les Amazones d'Afrique
Les Amazones d'Afrique är en afrikansk supergrupp som spelar världsmusik. Den bildades 2015 i Mali av 
Oumou Sangaré och Mamani Keïta samt Mariam Doumbia från Amadou & Mariam och har sedan dess utökats med ett tiotal personer. Gruppens namn anspelar på de afrikanska amasoner som jagade elefanter och bildade en armé i det västafrikanska kungadömet Dahomey, dagens Benin, under 1700- och 1800-talet.
Gruppen uppträdde första gången på Fiesta des Suds i Marseille i oktober 2015. Deras första inspelning I Play The Kora är en uppmaning till världens kvinnor att kämpa mot ojämlikhet och spela och sjunga tillsammans. Det västafrikanska musikinstrumentet kora som nämns i titeln anspelar på detta då det tidigare bara spelades av män. Överskottet från försäljningen går till Panzi Foundation i Bukavu, som leds av den kongolesiska kirurgen och fredspristagaren Denis Mukwege och har behandlat  mer än 80 000 kvinnor, varav nära 50 000 som har utsatts för sexualiserat våld och kvinnlig könsstympning.
De har turnerat i stora delar av världen och bland annat uppträtt på världsmusikfestivalen WOMAD i England, i Helsingfors och på Stora Teatern i Göteborg.
Deras första album, République Amazone, släpptes 2017 och år 2020 släpptes det nästa, Amazones Power.